# Kalínino (Astracan)
|  | Per a altres significats, vegeu «Kalínino». |

Kalínino (en rus: Калинино) és un poble de l'óblast d'Astracan, a Rússia, segons el cens del 2010 tenia 870 habitants.